# Condado de Migori

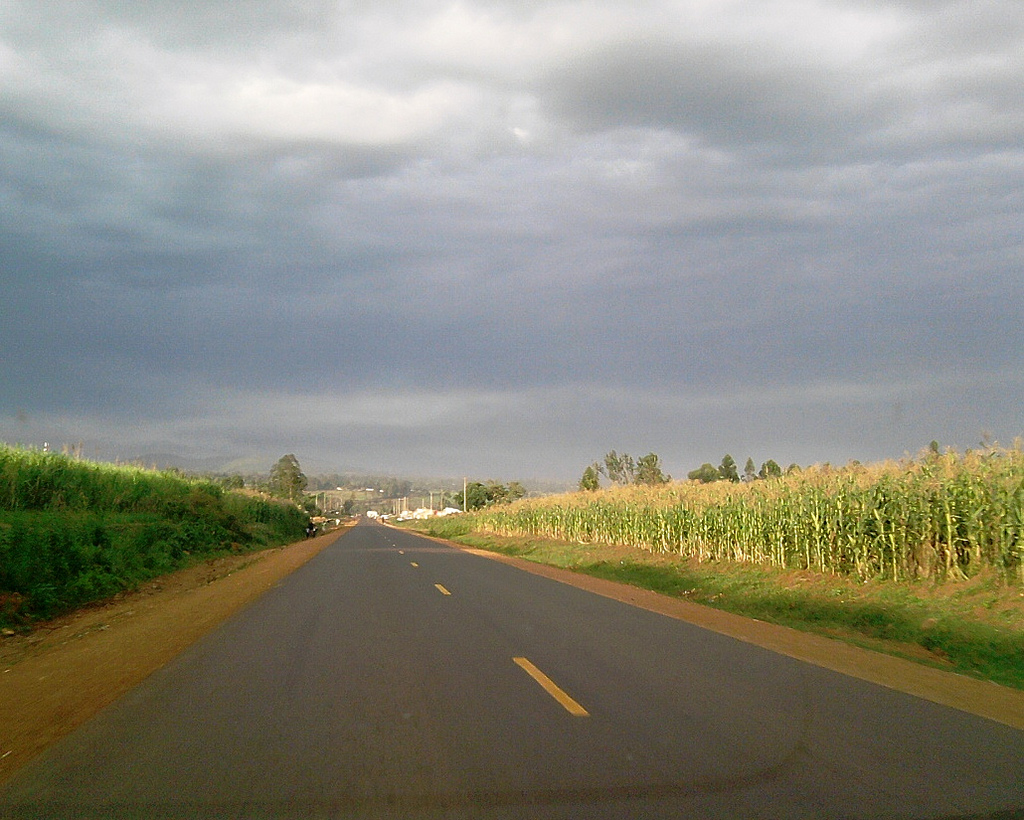

El condado de Migori es un condado en la antigua provincia de Nyanza, en el suroeste de Kenia. El condado de Migori se encuentra en el oeste de Kenia y limita con Homa Bay al norte, Kisii al noreste, Narok al este y sureste, Tanzania al sur y suroeste y el lago Victoria al oeste. La capital es la ciudad de Migori, que es también su ciudad más grande. El condado tiene una población de 917,170. El condado de Migori es quizás el más diverso en Nyanza después de Kisumu. Los habitantes incluyen Suba-Luos, Luos, Kuria, Abagusii, Luhya, Somalis, pequeños grupos de indios, árabes y nubios. La ciudad de Migori sirve como enlace importante entre Kenia y Tanzania y el segundo centro comercial más viable en Luo-Nyanza después de Kisumu. Otras ciudades importantes en el condado de Migori incluyen Kehanncha e Isebania en el distrito de Kuria.
Con la creación nacional de nuevos distritos en 2007, Migori se dividió en los distritos de Rongo (norte) y Migori (sur). La sede del condado de Migori permaneció en Migori, y las del distrito de Rongo se mudaron a la ciudad de Rongo. La división ocurre entre Suba y la División Uriri.
La densidad de población es 353 POR SQ. km y el 43 % de la población viven por debajo del umbral de la pobreza. La distribución por edad fue de 0-14 años 49 %, 15-64 años 48 % y más de 65 años 3 %.
- Datos: Q429955
- Multimedia: Migori County / Q429955